# Hafsiden
De Hafsiden waren een middeleeuwse dynastie die van 1229 tot 1574 over Ifriqiya heerste, een gebied dat overeenkwam met het huidige Tunesië, oostelijk Algerije en westelijk Libië.

## Geschiedenis

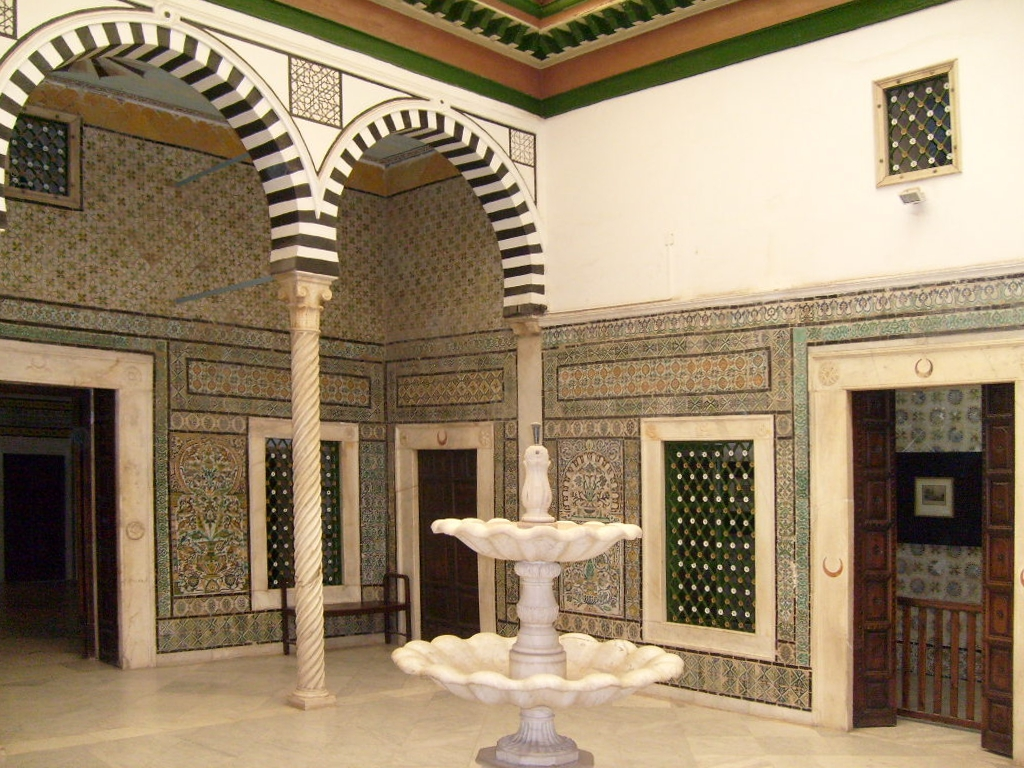
Patio van het Bardomuseum in Tunis, oorspronkelijk een Hafsidenpaleis

De dynastie is vernoemd naar de stamvader, Aboe Hafs Al-Hintati (oorspronkelijke Berberse naam: Faska u Mzal Inti). Deze Aboe Hafs was leider van de Berberse Hintata-stam en een bondgenoot van Ibn Toemart, de oprichter van het kalifaat van de Almohaden. Hij steunde de Almohaden in hun vroege veroveringstochten tegen de Almoraviden, waarna hij beloond werd met het gouverneurschap van Tunesië (en omgeving).
In 1229 riep zijn kleinzoon, Aboe Zakariya, de onafhankelijkheid uit nadat de Almohaden zich publiekelijk hadden afgezet tegen de doctrine van Ibn Toemart. Aanleiding was dat de kalief van de Almohaden in zowel Marrakesh als Sevilla bekend had gemaakt dat hij Jezus beschouwde als de mahdi en niet Ibn Toemart. De Hafsiden zouden zich gedurende hun bewind blijven neerzetten als beschermers van het Almohaden-erfgoed en als hun rechtmatige opvolgers. Na zich onafhankelijk te hebben verklaard, veroverde Aboe Zakariya Constantine en Béjaïa in 1230, en annexeerde Tripolitania (in westelijk Libië) in 1235, Algiers in 1238 en Tlemcen in 1242. Zo vestigde hij de Hafsiden als belangrijkste machtsfactor langs de noordwestkust van Afrika. Aboe Zakariya riep zichzelf uit tot emir, en zijn opvolger Mohammed I al-Moestansir (1249-1277) verklaarde zichzelf tot kalief, een titel die de Hafsidenheersers zouden blijven dragen.
Tunis werd het economisch en cultureel centrum van dit machtige nieuwe rijk. Het rijk nam veel moslims op die het door de christenen veroverde Andalusië ontvluchtten. In de periode 1231-1236 werden handelsovereenkomsten gesloten met de Italiaanse staten Venetië, Pisa en Genua.
In 1270 werd Tunis aangevallen door kruisvaarders onder leiding van Lodewijk IX van Frankrijk tijdens de Achtste Kruistocht. De kruisvaarders braken hun beleg van Tunis af nadat ze met Mohammed I al-Moestansir waren overeengekomen dat de christenen handelsrechten met de stad zouden krijgen. Er mochten zich zelfs monniken en priesters vestigen.
In de 14e eeuw beleefde het rijk van de Hafsiden een tijdelijke terugval. In deze periode werd het rijk een aantal keer getroffen door pestepidemieën. Ook werd de 14e eeuw gekenmerkt door een langdurige strijd met de Berberse Meriniden in Marokko over de controle over het rijk van de Zianiden in Tlemcen. Tussen 1347 en 1357 lukte het de Meriniden twee keer om Tlemcen te veroveren, maar de Meriniden waren niet in staat de Arabische bedoeïenen onder controle te krijgen en verloren het rijk weer.
In deze periode nam de piraterij tegen christelijke scheepvaart steeds grotere vormen aan – met steun van de Hafsiden, die de winsten van de piraterij gebruikten om hun steden uit te breiden en de kunst, literatuur en wetenschap te financieren. De piraterij veroorzaakte echter ook wraakacties van Aragón en Venetië, die meerdere keren Tunesische steden aanvielen. Er waren zelfs plannen voor een nieuwe kruistocht tegen de Hafsiden.
Het Hafsidenrijk bereikte zijn hoogtepunt onder Oethman (1436-1488) als centrum van handel, zowel de karavaanroutes van en naar Egypte en de landen ten zuiden van de Sahara als de zeehandel met Venetië en Aragón. De bedoeïenen en steden buiten Tunesië werden echter steeds onafhankelijker, zodat de Hafsiden uiteindelijk alleen nog Tunis en Constantine in hun grip hadden.
In de 16e eeuw raakten de Hafsiden steeds verder verzeild in de machtsstrijd tussen Spanje en de Barbarijse zeerovers, die gesteund werden door het Ottomaanse Rijk. In 1547 werd Tunis door de Ottomanen ingenomen. Dit betekende het einde van de Hafsidendynastie. Hun rijk werd een provincie van het Ottomaanse Rijk.

## Heersers
| regeerperiode | naam                          | opmerking                                                     |
| ------------- | ----------------------------- | ------------------------------------------------------------- |
| 1207-1216     | Abd al-Wahid                  |                                                               |
| 1224-1229     | Abd-Allah                     |                                                               |
| 1229-1249     | Abu Zakariya                  |                                                               |
| 1249-1277     | Muhammad I al-Mustansir       | Vocht tegen de kruisvaarders in de Achtste Kruistocht         |
| 1277-1279     | Yahya II al-Watiq             |                                                               |
| 1279-1283     | Ibrahim I                     |                                                               |
| 1283          | Abd al-Aziz I                 |                                                               |
| 1283-1284     | Ibn Abi Umara                 |                                                               |
| 1284-1295     | Abu Hafs Umar I               |                                                               |
| 1295-1309     | Muhammad I                    |                                                               |
| 1309          | Abu Bakr I                    |                                                               |
| 1309-1311     | Aba al-Baqa Khalid an-Nasir   |                                                               |
| 1311-1317     | Aba Yahya Zakariya al-Lihyani |                                                               |
| 1317-1318     | Muhammad II                   |                                                               |
| 1318-1346     | Abu Bakr II                   |                                                               |
| 1346-1349     | Abu Hafs Umar II              |                                                               |
| 1349          | Ahmad I                       |                                                               |
| 1350-1369     | Ibrahim II                    |                                                               |
| 1369-1371     | Abu al-Baqa Khalid            |                                                               |
| 1371-1394     | Ahmad II                      | Vocht tijdens de Barbarijse Kruistocht tegen de kruisvaarders |
| 1394-1434     | Abd al-Aziz II                |                                                               |
| 1434-1436     | Muhammad III                  |                                                               |
| 1436-1488     | Uthman                        |                                                               |
| 1488-1489     | Abu Zakariya Yahya II         |                                                               |
| 1489-1490     | Abd al-Mu'min                 |                                                               |
| 1490-1494     | Abu Yahya Zakariya            |                                                               |
| 1494-1526     | Muhammad IV                   |                                                               |
| 1526-1543     | Muhammad V (Muley Hassan)     |                                                               |
| 1543-1569     | Ahmad III                     |                                                               |
| 1569-1573     | Ottomaanse overheersing       |                                                               |
| 1573-1574     | Muhammad VI                   |                                                               |